# Bureau of Indian Affairs
Il Bureau of Indian Affairs è un'organizzazione governativa federale degli Stati Uniti d'America controllata dal Dipartimento degli interni. È responsabile dell'amministrazione e della gestione di 225.000 km² di territori destinati alle popolazioni dei nativi americani  Un'importante divisione del Bureau of Indian Affairs è l'Agenzia per l'educazione degli indiani, che si occupa di fornire servizi educativi a circa 48.000 nativi.
In passato l'Agenzia aveva anche il compito di occuparsi dei servizi sanitari rivolti ai nativi, ma nel 1954 questa funzione è stata trasferita al Dipartimento della Salute e dei Servizi Umani.

## Capi, commissari e segretari
Capi
- 1824–1830 Thomas L. McKenney
- 1830–1831 Samuel S. Hamilton

Commissari
- 1832–1836 Elbert Herring
- 1836–1838 Carey A. Harris
- 1838–1845 Thomas Hartley Crawford
- 1845-1849 William Medill
- 1849–1850 Orlando Brown
- 1850–1853 Luke Lea
- 1853–1857 George W. Manypenny
- 1857–1858 James W. Denver
- 1858 Charles E. Mix
- 1858–1859 James W. Denver
- 1859–1861 Alfred B. Greenwood
- 1861–1865 William P. Dole
- 1865–1866 Dennis N. Cooley
- 1866–1867 Lewis V. Bogley
- 1867–1869 Nathaniel G. Taylor
- 1869–1871 Ely Parker
- 1871 H.R. Clum
- 1871–1872 Francis Amasa Walker
- 1872–1873 H.R. Clum
- 1873–1875 Edward Parmelee Smith
- 1875–1877 John Quincy Smith
- 1877–1880 Ezra A. Hayt
- 1879-1887 John Q. Tufts
- 1880–1880 E.M. Marble
- 1880–1881 R.E. Trowbridge
- 1881–1885 Hiram Price
- 1885–1888 John D.C. Atkins
- 1888–1889 John H. Oberly
- 1889–1893 Thomas Jefferson Morgan
- 1893–1897 Daniel M. Browning
- 1897–1905 William Atkinson Jones
- 1905–1909 Francis E. Leupp
- 1909–1913  [[Robert G. Valentine
- 1913–1921 Cato Sells
- 1921–1929 Charles H. Burke
- 1929–1933 Charles J. Rhoads
- 1933–1945 John Collier
- 1945–1948 William A. Brophy]]
- 1948–1949 William R. Zimmerman
- 1949–1950 John R. Nichols
- 1950–1953 Dillon S. Myer
- 1953–1961 Glenn L. Emmons
- 1961–1966 Philleo Nash
- 1966–1969 Robert L. Bennett
- 1969–1972 Louis R. Bruce
- 1973–1976 Morris Thompson
- 1976–1977 Dr. Benjamin Reifel

Assistenti segretari
- 1977–1978 Forrest Gerard
- 1979-1981 William E. Hallett
- 1981–1984 Kenneth L. Smith
- 1985–1989 Ross Swimmer
- 1989–1993 Eddie Frank Brown
- 1993–1997 Ada E. Deer
- 1997–2001 Kevin Gover
- 2001–2001 James H. McDivitt
- 2001–2003 Neal A. McCaleb
- 2003–2004 Aurene M. Martin
- 2004–2005 David W. Anderson
- 2005–2007 Jim Cason
- 2007–2008 Carl J. Artman
- 2008–2009 George Skibine
- 2009–aprile 2012 Larry EchoHawk
- aprile 2012-ottobre 2012 Donald Laverdure
- ottobre 2012-attuale Kevin K. Washburn